# Vekoslav Grmič

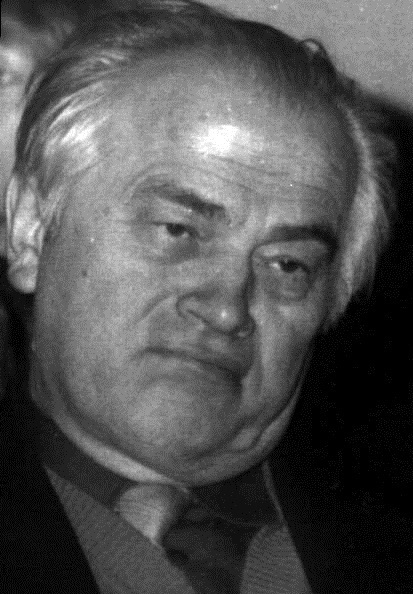
Porträt Vekoslav Grmič, März 1983

Vekoslav Grmič (* 4. Juni 1923 in Sveti Jurij; † 21. März 2005 in Maribor) war ein jugoslawischer bzw. slowenischer katholischer Bischof, Hochschullehrer für Systematische Theologie und Befreiungstheologe.

## Leben und Wirken

### Herkunft und Ausbildung
Vekoslav Grmič wurde in Sveti Jurij (deutsch: St. Georgen an der Stainz) in der Region Untersteiermark im Nordosten Sloweniens im damaligen Königreich Jugoslawien geboren und wuchs dort auf. Nach dem Abitur ging er ins Priesterseminar nach Maribor. Als Student wurde er vom sozialen Denken des katholischen Priesters und christlich-sozialen, später christlich-sozialistischen Politikers Janez Evangelist Krek (1865–1917), des aus seiner Heimatgemeinde stammenden Dichters und christlichen Sozialisten Edvard Kocbek (1904–1981) und dem  deutschen Theologen und Philosophen Romano Guardini (1885–1968) beeinflusst.

### Zweiter Weltkrieg
Nach dem Überfall auf Jugoslawien und der Okkupation Nord-Sloweniens (“Untersteiermark”) durch Nazideutschland im April 1941 arbeitete Grmič mit der „Osvobodilna Fronta“ (slowenische Befreiungsfront) zusammen, die den politischen Widerstand gegen die deutsche Besatzung koordinierte und auch eine Partisanenarmee aufstellte, die gemeinsam mit Partisanen aus anderen Teilen Jugoslawiens (ab 1942 auch mit alliierter Unterstützung) einen Krieg gegen die Besatzer und deren Unterstützer führte. Die Erfahrung des gemeinsamen antifaschistischen Kampfes von Kommunisten, Sozialisten und Christen hatte tiefgreifende Auswirkungen auf das theologische Denken von Grmič.

### Pfarrer und Weihbischof
Am 29. Juni 1950 wurde Vekoslav Grmič zum Priester geweiht und war dann zwei Jahre Kaplan und 15 Jahre Pfarrer in Vransko in der Region Spodnja Štajerska im Westen der Diözese Maribor. Er war Mitglied in der als „regimefreundlich“ geltenden Priestervereinigung „Cyrill und Methodius“. 1961 promovierte Grmič an der Universität Ljubljana zum Doktor der Theologie. An der dortigen Theologischen Fakultät lehrte er von 1962 bis zu seiner Emeritierung 1991 als Professor für Dogmatik (zusätzlich zu seiner Tätigkeit als Pfarrer und bzw. später als Bischof).
Am 27. Februar 1968 wurde Grmič von Papst Paul VI. zum Weihbischof in Maribor ernannt.  Am 21. April 1968 wurde er durch den Apostolischen Delegaten von Jugoslawien Mario Cagna zum Bischof geweiht (Titularbischof von Uchi Maius). Diözesanbischof Maksimilijan Držečnik ernannte Grmič auch zu seinem Generalvikar. Zugleich übernahm er die Leitung des Priesterseminars von Maribor als Rektor.

### Ringen um das Bischofsamt
Nach dem Tod von Držecnik am 13. Mai 1978 wurde Grmič vom Domkapitel zum Kapitelvikar gewählt und vom Vatikan mit der Leitung der Diözese bis zur Neubestellung eines Bischofs betraut, die allerdings erst nach dem Tod von Paul VI. durch den neuen Papst Johannes Paul II. erfolgte. Der polnische Papst bestellte am 6. November 1980 aber nicht Grmič, sondern den konservativen Franc Kramberger zum Bischof (ab 2006 Erzbischof) von Maribor. Grmič kommentierte diese Entscheidung in einem Interview so:

„Ich hatte einen sehr guten Kontakt zu den Gläubigen der Diözese. Es war daher für die Leute ein großer Schock, als mich der Vatikan im November 1980 bei der Neubestellung des Diözesanbischofs übergangen hat. Ich wusste, dass ich von manchen konservativen Kreisen – darunter auch von slowenischen Bischöfen – wegen meiner fortschrittlichen theologischen und politischen Meinungen im Vatikan angeschwärzt wurde, aber offiziell habe ich nichts darüber erfahren. Ich wurde auch nie zu den gegen mich erhobenen Vorwürfen befragt und mehrere Briefe an den Papst blieben unbeantwortet.“

Von Kritikern wurde er als „roter Bischof“ bezeichnet, was Grmič selbst aber nicht als Beleidigung auffasste. Über sein einziges Vieraugengespräch mit dem Papst sagte Grmič: „Das war im Februar 1979. Und in diesem Gespräch wurde deutlich, dass er eine völlig andere Anschauung hat wie ich, was das Verhältnis zwischen Christentum und Sozialismus bzw. den Sozialismus selbst betrifft.“
Mit der Ernennung des neuen Diözesanbischofs verlor Grmič auch seine anderen kirchlichen Funktionen, blieb aber Titularbischof und Professor an der Theologischen Fakultät.

### Späteres Wirken
Grmič besuchte weiterhin regelmäßig Pfarrgemeinden in Slowenien, gab gemeinsam mit anderen Professoren eine ökumenische theologische Dialog-Zeitschrift heraus und engagierte sich im Sozialistischen Bund der Werktätigen Jugoslawiens (Nachfolgeorganisation der „Befreiungsfront“). Außerdem verstärkte er seine internationale Tätigkeit. Er unternahm Vortragsreisen in mehrere europäische (vor allem deutschsprachige) Länder und schrieb Artikel etwa für „Neue Wege“ (Schweiz), „Kritisches Christentum“ (Österreich), „Neue Stimme“ (Deutschland) oder für die internationale theologische Fachzeitschrift „Concilium“.
Die theologische und kirchenpolitische Bedeutung von Vekoslav Grmič lag vor allem in drei Bereichen: dem der Kirchenreform, im Bereich von Kirche und Gesellschaft (vor allem in Bezug auf das Verhältnis zum Marxismus/Sozialismus) und im Bereich des Pastoralamts. In Bezug auf die Kirchenreform sprach Grmič immer vom Ziel einer „institutionell armen“ Kirche. Die Institution dürfe nicht Selbstzweck oder Herrschaftsmittel sein, sondern sei bloß „Mittel zum Zweck“, nämlich zur Verkündigung des Evangeliums und zur Verwirklichung von Gerechtigkeit und Frieden. In diesem Sinne müsse der „Klerikalismus“ überwunden  und die „Dienstämter“ neu überdacht und geordnet werden. In Bezug auf „Kirche und Gesellschaft“ setzte er bei der „bevorzugten Option für die Armen“ an und entwickelte in Analogie zur lateinamerikanischen Befreiungstheologie eine – wie er sie selbst nannte – „sozialistische Theologie“ (als „kontextuelle Theologie“ in einer sozialistischen Gesellschaft). Außerdem engagierte er sich theologisch und politisch für Frieden und Abrüstung sowie für die Solidarität mit der Dritten Welt. Bischof Grmič berief sich in seinen Werken gerne auf die lateinamerikanische Befreiungstheologie, aber auch auf Theologen wie Karl Rahner, Hans Küng, Edward Schillebeeckx, Helmut Gollwitzer, Dorothee Sölle und andere.

### Letzte Jahre
Alters- und krankheitsbedingt zog sich Grmič in den letzten zehn Jahren seines Lebens immer mehr aus der Öffentlichkeit zurück, auch Auslandsreisen wurden ihm zu beschwerlich. Aufsehen erregte er nochmals beim Papstbesuch in Slowenien im Mai 1996. Bei der Ankunft auf dem Flughafen von Ljubljana am 17. Mai wurde Johannes Paul II. vom slowenischen Staatspräsidenten Milan Kučan und sämtlichen Bischöfen des Landes begrüßt. Alle Bischöfe machten eine Kniebeuge und küssten den päpstlichen Ring - nur Grmič gab dem Papst stehend die Hand.
Im März 2002 wurde Vekoslav Grmič von Präsident Kučan mit dem Slowenischen Freiheitspreis ausgezeichnet. Er starb am 21. März 2005 in Maribor. Das slowenische Parlament hielt am Tag nach seinem Tod eine Trauerminute für ihn ab. Im Nachruf der Slovenian Times hieß es über ihn:

„Er war ein Theologe, ein Philosoph und ein Vertreter der katholischen Linken, und er wurde von der römisch-katholischen Kirche in Slowenien als ein Dissident betrachtet. Bis zu seinem Tod hat er sich mit Fragen des modernen Atheismus, der Befreiungstheologie und der geistigen Reform der römisch-katholischen Kirche beschäftigt… Als Theologe, Philosoph und Ethiker hat Bischof Grmič den Dialog zwischen Kirche und Staat und die nationale Koexistenz von Menschen mit unterschiedlichem Glauben unterstützt.“

## Werke
- Christentum und Sozialismus. Beiträge zu einer weltverantwortlichen Theologie unter besonderer Berücksichtigung der Situation in Slowenien. Mit einem Vorwort von Adalbert Krims. Drava Verlag/Slowenisches wissenschaftliches Institut, Klagenfurt/Celovec, 1988, ISBN 978-3-85435-110-8

In slowenischer Sprache erschienen mehr als 40 Bücher, darunter:
- Vprašanja našega časa v luči teologije: sodobna evangelizacija; (Die Themen unserer Zeit im Lichte der Theologie: Moderne Evangelisierung). Katoliški dom prosvete, Tinje/Tainach, 1978
- V duhu dialoga: za človeka gre; (Im Geist des Dialogs: Es geht um den Menschen). Ljubljana, DZS, 1986
- Mali teološki slovar, (Kleines theologisches Wörterbuch). Mohorjeva družba, Celje, 1973
- Med vero in nevero, (Zwischen Glauben und Unglauben). Mohorjeva družba, Celje, 1969
- Resnica iz ljubezni, (Wahrheit aus Liebe). Zadruga katoliških duhovnikov v okviru SDD, Ljubljana, 1979
- Teologija v službi človeka; (Theologie im Dienste des Menschen). Katoliški dom prosvete,  Tinje/Tainach, 1975
- Oris nauka o veri, (Überblick über die Glaubenslehre). Cirilsko društvo slovenskih bogoslovcev, Ljubljana, 1968
- Dogmatika (skripta), (Dogmatik Skriptum), Škofijski ordinariat Maribor, 1967
- O Bogu; (Über Gott). Cirilsko društvo slovenskih bogoslovcev, Ljubljana, 1966
- Nauk o poslednjih rečeh = Eshatologija; (Lehre von Gott = Eschatologie). Cirilsko društvo slovenskih bogoslovcev, Ljubljana, 1967
- Humanizem problem našega časa, (Humanismus und das Problem unserer Zeit). Založništvo tržaškega tiska, Trieste, 1983
- Življenje iz upanja, (Leben aus Hoffnung). Zadruga katoliških duhovnikov, Ljubljana, 1981
- Kocbekova odločitev za OF in (njegov) krščanski etos, (Kocbeks Entscheidung für die Befreiungsfront und (sein) christliches Ethos). Ljubljana, 1994
- Ušeničnikovo razumevanje umetnosti - literature, (Ušeničnik's Konzeption von Kunst und Literatur), Ljubljana, 1994
- Izzivi in odgovori, (Herausforderungen und Antworte). Unigraf, Ljubljana, 2000
- Poslednji spisi : misli o sodobnosti, (Letzte Schriften: Gedanken über die Moderne). Unigraf, Ljubljana, 2005

als Koautor
- Živeti, kot da Bog je. Zahrnt, Heinz. - Petrovče : Založba Znamenje, 1994, ISBN 961-90220-0-9
- Govori o religiji. Füster, Anton. - Ljubljana : Arhiv SR Slovenije, 1992, ISBN 86-7545-003-6